# Wardęgówko
Wardgówko [vardɛnˈɡufkɔ] (tiếng Đức: Wardengowko)  là một ngôi làng ở quận hành chính của Gmina Biskupiec, trong huyện Nowomiejski, Warmińsko-Mazurskie, ở miền bắc Ba Lan.